# Pedro Lemebel
Pedro Segundo Mardones Lemebel  (Santiago de Chile, 21 de noviembre de 1952-Ib., 23 de enero de 2015) fue un escritor, cronista y militante comunista chileno, conocido comúnmente por sus aportes al movimiento LGBTQ+.
Su obra escrita aborda los temas de la marginalidad chilena utilizando para ello algunas referencias autobiográficas. Referente de la literatura homosexual y contestataria, su estilo irreverente se ha dado a conocer por toda Hispanoamérica, siendo uno de los escritores chilenos con mayor proyección internacional. Su obra ha sido traducida a varios idiomas, tales como el francés, el italiano y el inglés.
Como artista de performances y como escritor, su trabajo se caracterizó por el uso de la provocación y el resentimiento como herramientas para la denuncia política y social.
Lemebel fue cronista de Página Abierta, La Nación, de las revistas de izquierda Punto Final (desde 1998) y The Clinic. También condujo programas radiales, dirigió talleres de crónicas y dio conferencias en diversas universidades, como la Universidad de Harvard y la Universidad Stanford.

## Biografía

### Infancia y adolescencia
Hijo del panadero Pedro Mardones Paredes y de Violeta Elena Lemebel, nació en un barrio marginal de Santiago de Chile, a orillas del Zanjón de la Aguada, un canal de riego que desemboca en el río Mapocho. Criado en el barrio de La Legua, a mediados de los años 1960 se mudó con su familia a un conjunto de viviendas sociales en avenida Departamental.
Estudió en el Liceo Industrial de Hombres de La Legua, donde se enseñaba forja de metal y mueblería, cuyas clases el futuro escritor detestaba y donde era víctima de las burlas de sus demás compañeros. Su último año de enseñanza media lo acabó en el Liceo Manuel Barros Borgoño.

### Juventud
En la década de 1970, Lemebel ingresó al Instituto Pedagógico de la Universidad de Chile, donde se tituló de profesor de Artes Plásticas.
Luego de egresado, comenzó a trabajar en 1979 en dos liceos periféricos de Santiago, siendo despedido de ambos en 1983, presumiblemente debido a su apariencia homosexual. Luego de esta experiencia no volvió a ejercer la docencia, dedicándose de lleno a los talleres literarios.

### Carrera artística

#### Talleres literarios y militancia

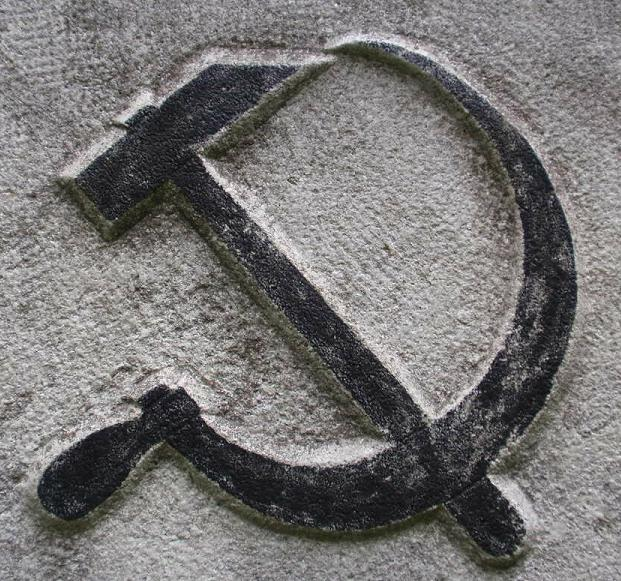
Pedro Lemebel fue un acérrimo partidario del comunismo en Chile. Su manifiesto «Hablo por mi diferencia» fue leído en 1986 maquillado con la hoz y martillo en el rostro.

Lemebel comenzó su acercamiento a la literatura a comienzos de los años 1980, integrándose a un taller literario donde comenzó a escribir cuentos. Por entonces participó en pequeños concursos literarios, obteniendo en 1983 el primer premio en el organizado por la Caja de Compensación Javiera Carrera, con su cuento «Porque el tiempo está cerca», el cual fue publicado en una antología de la Caja ese mismo año. En su resumen biográfico presente en la antología, el autor puso en lugar de una fotografía suya, una de su padre, mezclando además datos de ambos. Este cuento marca desde un comienzo las crudas temáticas del escritor, íntimamente relacionadas con sus orígenes y las dificultades del mundo gay, especialmente en los entornos chilenos de clase baja. El cuento relata la vida de un joven que, luego de ser abandonado por su madre y rechazado por su padre, comienza a prostituirse para subsistir, alejándose del cómodo barrio de Providencia para ejercer su nueva profesión en los sórdidos antros del centro de Santiago.
En estos talleres conoció a las escritoras feministas y de izquierda Pía Barros, Raquel Olea, Diamela Eltit y Nelly Richard, entre otras, quienes lo acercaron a organismos culturales alternativos, opositoras a la dictadura y las entidades académicas oficiales. Sin embargo, su militancia en la izquierda política también se vio obstaculizada por el prejuicio de su homosexualidad.
En 1986 se presentó en una reunión política de izquierdas en Estación Mapocho, vistiendo por primera vez sus zapatos con tacones y maquillado con el símbolo comunista de la hoz y el martillo cubriendo la parte izquierda de su cara. Allí leyó su manifiesto «Hablo por mi diferencia», un texto que mezcla cuento, crónica y poesía, y que sería publicado en 2002 en una compilación de Juan Pablo Sutherland titulada A corazón abierto: geografía literaria de la homosexualidad en Chile. Ese mismo año publicó además siete de sus relatos en la antología Incontables, editada por el taller de Pía Barros.
Si bien Lemebel se distanció del Partido Comunista de Chile, fue gran amigo de la líder de dicho partido, Gladys Marín, hasta el año de su muerte, en 2005.

#### Las Yeguas del Apocalipsis
En 1987, junto con Francisco Casas, poeta, artista y por entonces estudiante de literatura, fundaron el dúo artístico Las Yeguas del Apocalipsis, cuyo nombre alude a los Jinetes del Apocalipsis del Nuevo Testamento. Este dúo de corte performático se caracterizó por sabotear lanzamientos de libros y exposiciones de arte, apareciéndose de manera sorpresiva y provocadora, instalándose en el país como un fenómeno de la contracultura.
Es en este tiempo en que decidirá abandonar su apellido paterno, Mardones, haciendo uso desde entonces únicamente de su apellido materno, Lemebel. En una entrevista posterior el mismo escritor explicará su cambio de nombre en estos términos:

El Lemebel es un gesto de alianza con lo femenino, inscribir un apellido materno, reconocer a mi madre huacha desde la ilegalidad homosexual y travesti.
Pedro Lemebel, 1997

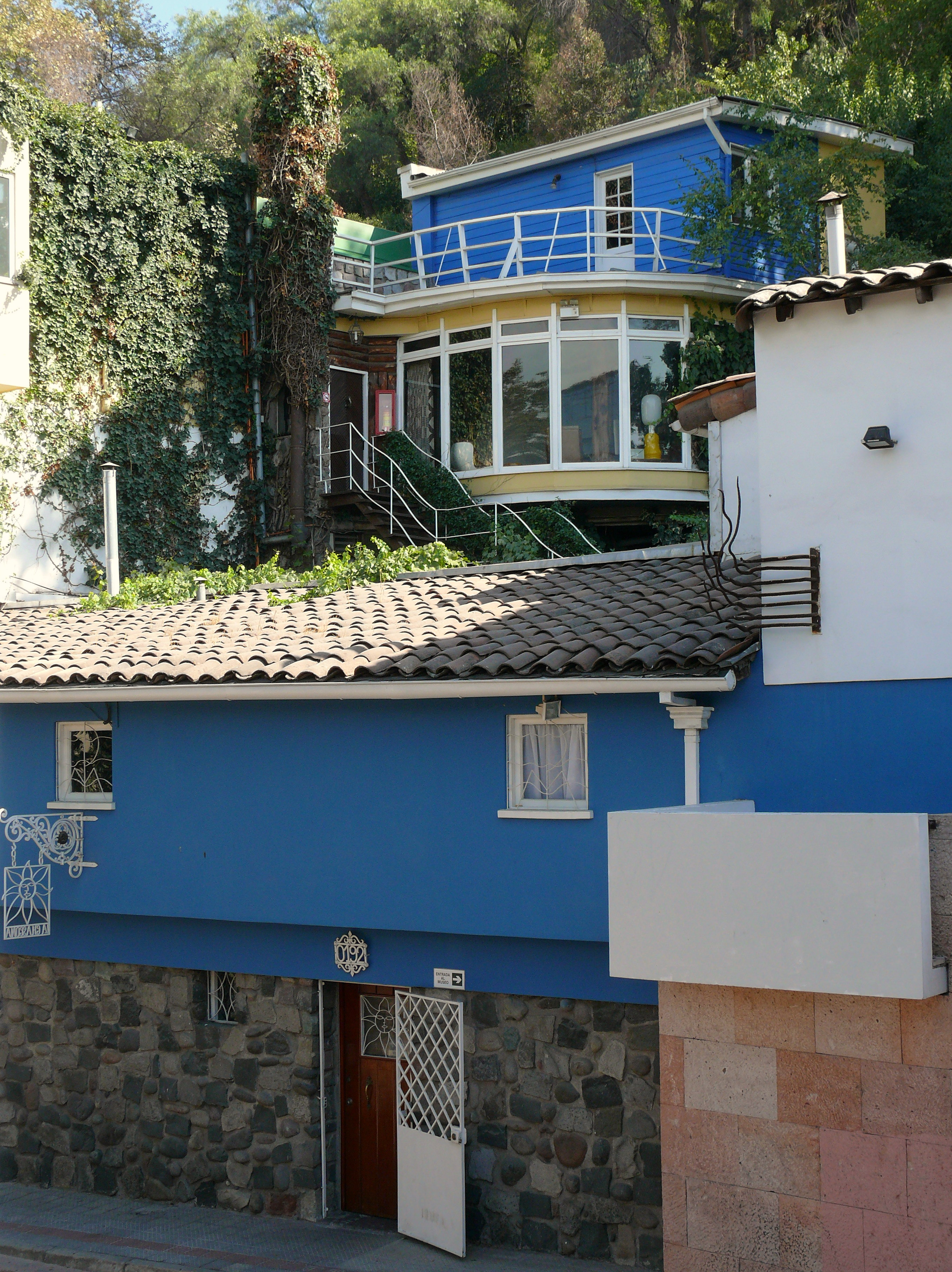
La primera intervención de Las Yeguas del Apocalipsis se llevó a cabo en La Chascona, antigua residencia de Pablo Neruda.

La primera intervención de Las Yeguas del Apocalipsis fue en 1987, cuando aparecieron en la Feria Internacional del Libro de Santiago vestidas como damas de CEMA Chile (fundación que dirigía Lucía Hiriart, esposa de Augusto Pinochet), repartiendo panfletos sobre el sida, acción de la cual no hay registro. La primera intervención registrada fue la tarde del sábado 22 de octubre de 1988, durante la segunda entrega del Premio Pablo Neruda, al poeta Raúl Zurita en La Chascona. En medio de la ceremonia, Lemebel y Casas aparecieron ofreciendo a Zurita una corona de espinas, que no fue aceptada por el poeta. Al año siguiente, realizaron la performance Lo que el sida se llevó en el Instituto Chileno Francés, donde mostraron fotografías realizadas por Mario Vivado en las cuales se escenificaban a sí mismos como personajes clásicos del glamour hollywoodense, utilizando ropas de amigos travestis admiradores de esa estética y que habían muerto de sida. Ese mismo año aparecieron con su acción De qué se ríe, presidente en el Teatro Cariola durante un encuentro de intelectuales con el candidato presidencial Patricio Aylwin, que al año siguiente saldría elegido el primer presidente de Chile luego de la restauración de la democracia y el término de la dictadura militar. En dicha ocasión, pese a no haber sido invitados, subieron al escenario con tacones y plumas, alzando un lienzo que decía «Homosexuales por el cambio». Bajando del escenario, además, Francisco Casas se precipitó sobre el entonces candidato a senador y futuro presidente de Chile Ricardo Lagos, dándole un beso en la boca. Una fotografía de dicho evento se incluyó años después en su libro Háblame de amores (2012).
Ambos escritores, convertidos en actores de su propio texto, generaron desde la realidad homosexual una interrupción de los discursos institucionales en la época de la dictadura. Su trabajo en el dúo cruzó la performance, el travestismo, la fotografía, el video y la instalación. Pero también los reclamos de la memoria, los derechos humanos y la sexualidad, así como la demanda de un lugar en el diálogo por la democracia. «Quizás esa primera experimentación con la plástica, la acción de arte... fue decisiva en la mudanza del cuento a la crónica. Es posible que esa exposición corporal en un marco religioso fuera evaporando la receta genérica del cuento... el intemporal cuento se hizo urgencia crónica...», explicaría luego Lemebel.
En 1994, Lemebel participó en el Festival Stonewall de Nueva York, un festival de orgullo LGBT cuyo nombre se debe a los disturbios de Stonewall de 1969.
Entre 1987 y 1995, Las Yeguas del Apocalipsis realizaron por lo menos quince intervenciones públicas, y en total no más de veinte. La mayoría fueron en Santiago de Chile pero también las hubo en Concepción, donde despellejaron sus cuerpos enterrándose en cal, así como en Talca y La Habana, Cuba, donde se presentaron en la Casa de las Américas. Otras de sus acciones de arte fueron bailar cueca sobre vidrios, interpretar ambos a Frida Kahlo, o cabalgar desnudos como Lady Godiva sobre un caballo blanco por el campus Juan Gómez Millas de la Universidad de Chile, en alusión a la fundación de Santiago por Pedro de Valdivia. Salvo algunas fotografías de Pedro Marinello y algunos videos, existen pocos registros sobre estas apariciones.

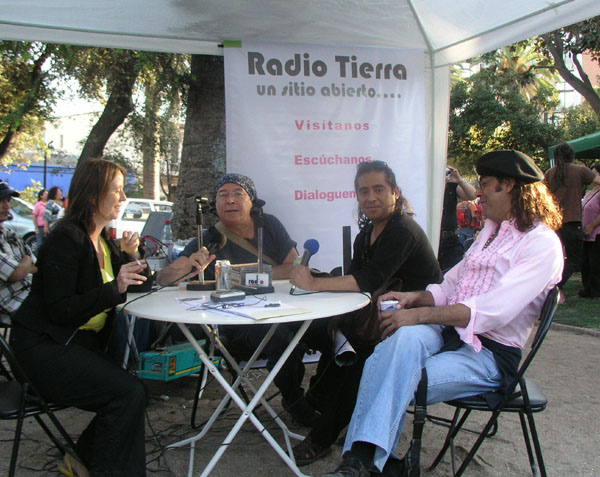
Pedro Lemebel en Radio Tierra

En 1995 Lemebel publicó además su primer libro, titulado La esquina es mi corazón, correspondiente a una recopilación de crónicas urbanas anteriormente publicadas para algunos periódicos y revistas tales como Página abierta, Punto final y La Nación, en las que el escritor se refiere a entornos marginales de Santiago ligados al tabú de la homosexualidad, la prostitución y la pobreza. Al año siguiente crea el programa Cancionero para la Radio Tierra, en donde leía crónicas ambientadas con sonidos y acompañadas de música incidental. Ese mismo año publicó Loco afán: Crónicas de sidario, su segundo libro de crónicas, que toca los temas del sida y la marginalidad de los travestis. En 1997, en unas de sus últimas apariciones, Las Yeguas del Apocalipsis fueron invitadas al Bienal de La Habana, en La Habana, Cuba. Al año siguiente, Lemebel publicó De perlas y cicatrices, su tercer libro de crónicas, conformado en su mayoría por crónicas leídas en Cancionero.
Luego del arresto de Augusto Pinochet en Londres en el hospital The London Clinic en 1998, se creó el semanario The Clinic, cuyo editor Patricio Fernández invitó a participar a Lemebel para que escribiera crónicas sin ningún tipo de censura. Varias crónicas de sus libros provienen de estas publicaciones.

#### Reconocimiento Internacional

El escritor Roberto Bolaño elogió en diversas ocasiones la obra de Lemebel, siendo la principal influencia para que este último internacionalizara su obra, a través de la misma editorial donde él publicaba regularmente.

En 1999, gracias a las influencias de su amigo, el escritor chileno Roberto Bolaño, quien había emigrado a Europa desde México en 1977 y que vivía desde entonces en España, su libro Loco afán: Crónicas de sidario es publicado por la editorial barcelonesa Anagrama, convirtiéndose en su primera obra publicada en el extranjero. Desde entonces, su obra escrita comenzó a despertar el interés de varias universidades e instituciones educativas internacionales.
Ese mismo año participó además en la Feria del Libro de Guadalajara de México, en reemplazo de Bolaño que rechazó la oferta, recibiendo por su obra elogios del afamado escritor Carlos Monsiváis.
En 2001 publicó su primera novela, Tengo miedo torero, una difícil historia de amor contextualizada durante el atentado contra Augusto Pinochet ocurrido el 7 de septiembre de 1986. Para la presentación del libro, Lemebel apareció vestido de rojo intenso y con un tocado de plumas, en una ceremonia con un amplio público conformado por seguidores, políticos, cineastas, periodistas, y muy pocos escritores. Esta obra estuvo más de un año entre los libros más vendidos de Chile y tuvo un gran reconocimiento internacional, siendo traducida al inglés, el francés y el italiano.
En 2003 continúa con su trabajo como cronista, publicando su antología de crónicas Zanjón de la Aguada, que habla del mundo gay en barrios de distintas clases sociales de Santiago y donde aparecen algunos personajes reales, tales como la líder social y presidenta de la Agrupación de Familiares de Detenidos Desaparecidos (AFDD) Sola Sierra. A esa obra le sucede un año después Adiós mariquita linda, otra antología de crónicas que mantiene la misma tendencia de sus trabajos anteriores.
En 2008 apareció su sexto libro de crónicas, Serenata cafiola.
En 2011 se le diagnosticó cáncer de laringe y al año siguiente se operó en la Fundación Arturo López Pérez de Chile, perdiendo desde entonces parte de su voz. Sobre su enfermedad, comentó lo siguiente:

«Cómo es la vida, yo arrancando del sida y me agarra el cáncer».
Pedro Lemebel

Más adelante tuvo que ser operado nuevamente.
El 29 de noviembre de 2012 en una nueva participación en la Feria del Libro de Guadalajara, lanzó su nuevo libro de crónicas, titulado Háblame de amores, presentando una lectura dramatizada de su trabajo «Cucurrucucú Paloma». El 4 de mayo de 2013 fue uno de los fundadores del movimiento Marca AC, que buscaba redactar una nueva Constitución Política para Chile mediante el establecimiento de una asamblea constituyente.
El 4 de septiembre de 2013 fue galardonado con el Premio José Donoso, que dedicó a su gran amiga, a la fallecida Gladys Marín y a sus lectores pertenecientes a la clase obrera. El 25 de septiembre del mismo año realizará una performance en el Festival de Literatura Filba, con motivo de los cuarenta años del Golpe de Estado en Chile de 1973.

### Fallecimiento
Ya en la etapa final de su enfermedad, Pedro Lemebel apareció sorpresivamente y por última vez en una actividad masiva organizada por el mundo artístico para rendirle homenaje. Fue el 7 de enero de 2015, en la Noche Macuca, realizada en el Teatro del Centro Cultural Gabriela Mistral (GAM), en el contexto del Festival Internacional Santiago a Mil.
Pasadas las 2 de la madrugada (hora local) del viernes 23 de enero de 2015, Pedro Lemebel falleció en la Fundación Arturo López Pérez de Providencia, lugar en el que se encontraba internado hacía varias semanas, a causa del cáncer de laringe que padecía desde 2011.
Sus restos fueron sepultados en el Cementerio Metropolitano de Santiago dos días después. Tanto su velatorio como su funeral estuvieron marcados por una profusa y emotiva concurrencia.

### Obra inédita y publicaciones póstumas
En una entrevista en 2013, durante la publicación de la antología Poco hombre, Pedro Lemebel anunció que se encontraba trabajando en dos proyectos literarios que verían la luz próximamente y que, después de su fallecimiento, quedaron truncados: uno de ellos es Mi amiga Gladys, un libro de crónicas sobre Gladys Marín, dirigente y diputada del Partido Comunista de Chile fallecida en 2005, el cual se encontraba en un estado muy avanzado.
Josefina Alemparte, editora de sello Planeta, declaró que el libro iba a ser presentado en la Feria Internacional del Libro de Santiago, pero por motivos de salud se postergó. Finalmente, la editorial Planeta publicó el libro el 2 de noviembre de 2016. A finales del mismo mes se publicó Arder, un libro que recopila imágenes de la exposición homónima y que recoge extensamente su trabajo audiovisual.
Asimismo también fue anunciada la publicación de una caja recopilatoria de todos sus libros desde La esquina es mi corazón (1995) hasta Háblame de amores (2012) (posiblemente incluyendo Mi amiga Gladys) y un documental dirigido por Joanna Reposi, que contiene siete años de registros.
Otro libro en el que se encontraba trabajando se titula El éxtasis de delinquir, la que sería su segunda novela desde Tengo miedo, torero (2001). Esta obra se centra en la historia de Patricio Egaña, quien abastecía drogas a Claudio Spiniak. Desde el año 2011 comenzó a mencionar en entrevistas que estaba escribiendo la novela y que estaba en un estado muy avanzado. El lanzamiento de esta novela también estuvo pensada para 2016 o 2017 por editorial Planeta.
En 2018, el Archivo Nacional de Chile lanzó El Archivo Las Yeguas del Apocalipsis, comprendiendo 800 documentos, también incluye cartas firmadas por Lemebel y Casas, más de 40 testimonios de personas que tuvieron relación con ellos y materiales de exposiciones de su obra en importantes espacios del mundo que se multiplicaron una década después de la definitiva disolución del colectivo.
En 2021, bajo el sello editorial de la Universidad de Talca, se publicó la antología “Obra Escogida”, cuya selección y prólogo fueron realizados por la destacada poeta Carmen Berenguer.

## Estilo
En sus libros aborda fundamentalmente la marginalidad chilena con algunas referencias autobiográficas. Con una prosa poética consecuente, autodenigratoria y al mismo tiempo referente a un «otro», irreverente, barroca y kitsch, suele mezclar la realidad con la ficción, a la cual suele denominar la «parte silicona» de su obra. Sus textos suelen ser tragicómicos y combativos, en constante rechazo hacia la derecha política y la burguesía chilena.

«Podría escribir clarito, podría escribir sin tantos recovecos, sin tanto remolino inútil. Podría escribir casi telegráfico para la globa y para la homologación simétrica de las lenguas arrodilladas al inglés.»
Pedro Lemebel, Poco hombre, Crónicas escogidas

El escritor mexicano Carlos Monsiváis asocia sus criterios estéticos con los de Néstor Perlongher, Joaquín Hurtado, y en menor medida con Reinaldo Arenas, Severo Sarduy y Manuel Puig; con los tres primeros, por su «ira reivindicatoria», con Sarduy por su «experimentación radical» y con Puig por su «incorporación festiva y victoriosa de la sensibilidad proscrita». Para Monsiváis, en Lemebel y en todos estos autores, la homosexualidad no es una identidad artística sino una actitud literaria. Con Perlongher también comparte la escritura barroca, pero Lemebel no busca en ella un deslumbramiento en sí misma. En sus crónicas relacionadas con el sida, suele emplear un modernismo y posmodernismo que recuerdan a Julián del Casal, Amado Nervo o Enrique Gómez Carrillo.

## Lemebel en el teatro y el cine
Algunos libros de Lemebel han sido adaptados al teatro. La compañía Chilean Business —fundada por Rodrigo Muñoz, Claudia Pérez y Mario Soto— montaron adaptaciones de los libros De perlas y cicatrices (2000) y Tengo miedo, torero (2006) con los mismos títulos, y la obra Cristal tu corazón (2008), basada esta última en crónicas del Zanjón de la Aguada y Adiós mariquita linda.
En 2014 Lemebel citó a sus amigos Pérez y Muñoz en su departamento del barrio de Bellas Artes para pedirles que hicieran una nueva obra. Fue así como nació La ciudad sin ti, montaje estrenado el 27 de agosto del años siguiente en Matucana 100. La obra de teatro está basada en 11 crónicas en las que se abordan temas como la «infancia, las minorías, la discriminación, el machismo, la ambición, los detenidos desaparecidos, al arribismo, el mundo gay y su estética, y la idiosincrasia chilena».
La ciudad sin ti ganó el premio Clap! a la mejor dramaturgia en la primera edición de los Atrápalo Teatro Awards, categoría en la que competían también Ramón Griffero con 99 La Morgue y Marco Antonio de la Parra con La noche de los volantines.
En septiembre de 2019, se estrenó el documental biográfico Lemebel, dirigido por Joanna Reposi, el cual ganó el Premio Teddy en el Festival de Cine de Berlín como mejor documental. Ese mismo año comenzó a grabarse Tengo miedo torero, basado en la novela homónima, bajo la dirección de Rodrigo Sepúlveda y protagonizada por Alfredo Castro.

### Filmografía
| Año  | Título                         | Rol                    | Notas                   | Ref.   |
| ---- | ------------------------------ | ---------------------- | ----------------------- | ------ |
| 1991 | Homenaje a Sebastián Acevedo   | Él mismo               | Experimental            | [ 53 ] |
| 2008 | Pedro Lemebel: Corazón en Fuga | Él mismo               | Cortometraje documental | [ 54 ] |
| 2009 | Gladys                         | Él mismo               | Largometraje documental | [ 55 ] |
| 2010 | Blokes                         | Basada en su relato    | Cortometraje de ficción | [ 56 ] |
| 2015 | La ciudad sin ti               | Basada en sus crónicas | Cortometraje de ficción | [ 57 ] |
| 2019 | Sombra de ojos                 | Basada en su crónica   | Cortometraje de ficción | [ 58 ] |
| 2019 | Lemebel                        | Él mismo               | Largometraje documental | [ 59 ] |
| 2020 | Tengo miedo torero             | Basada en su novela    | Largometraje de ficción | [ 60 ] |

## Obras literarias
Libros de crónicas

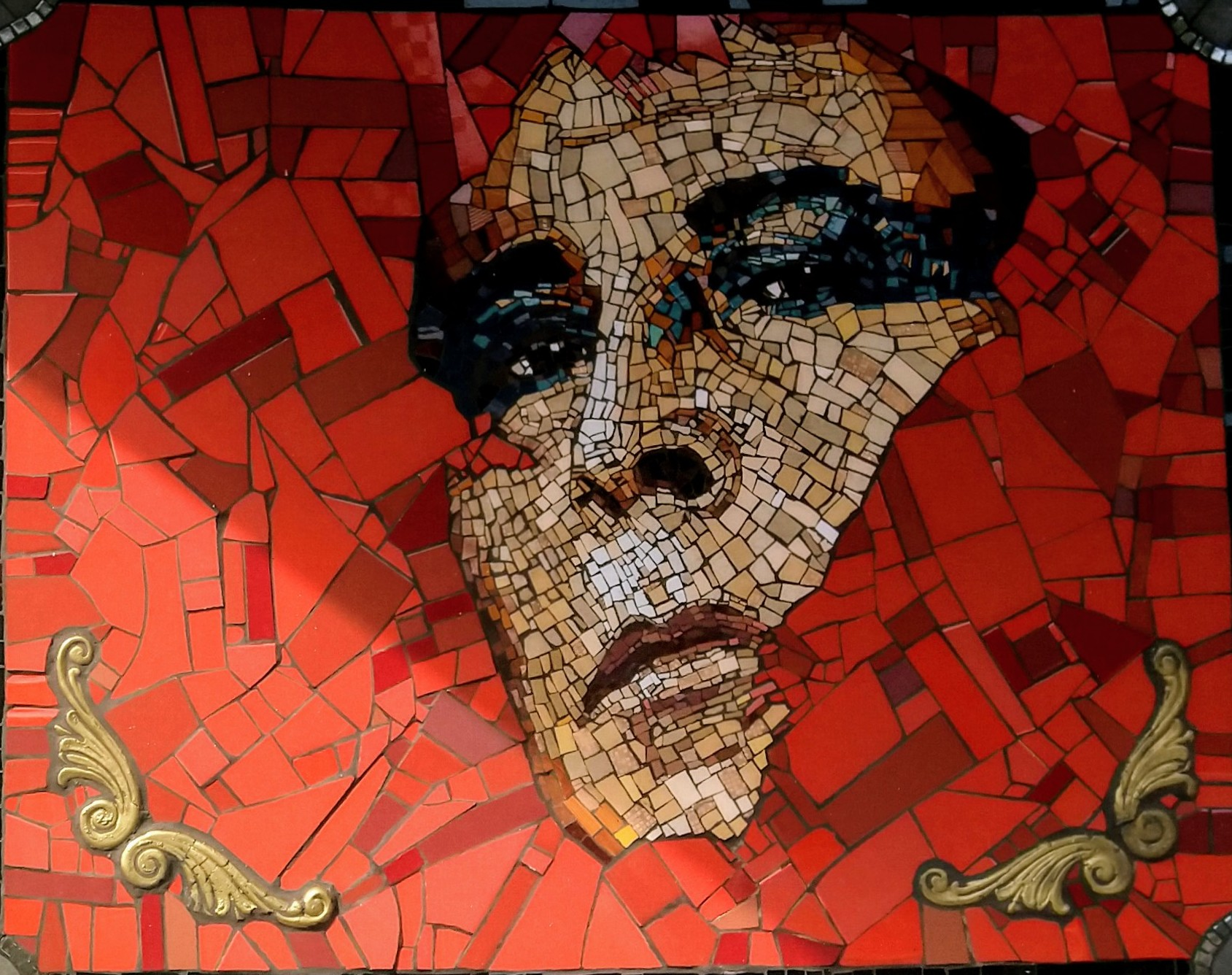
Mosaico de Pedro Lemebel en la esquina de las calles Tarapacá con Nataniel Cox en Santiago.

- 1995 - La esquina es mi corazón: crónica urbana
- 1996 - Loco afán: crónicas de sidario
- 1998 - De perlas y cicatrices
- 2003 - Zanjón de la Aguada
- 2004 - Adiós mariquita linda
- 2008 - Serenata cafiola
- 2012 - Háblame de amores
- 2013 - Poco hombre - Antología (Editado por Ignacio Echevarría)
- 2016 - Mi amiga Gladys (Publicación póstuma)
- 2021 - Obra escogida (Publicación póstuma) - Antología (Editado por Carmen Berenguer)

Novela
- 2001 - Tengo miedo, torero

Libros de entrevistas
- 2018 - No tengo amigos, tengo amores
- 2018 - Lemebel oral

Novela gráfica
- 2012 - Ella entró por la ventana del baño, novela gráfica de Sergio Gómez, basada en relatos de Lemebel; ilustración de Ricardo Molina; Ocho Libros Editores, Santiago[61]

En antologías
- 1986 - Incontables (con siete relatos; compilación de Pía Barros)
- 2001 - A corazón abierto: geografía literaria de la homosexualidad en Chile (con «Hablo por mi diferencia»; compilación de Juan Pablo Sutherland)[15]
- 2012 - Mejor que ficción[11]
- 2012 - Antología de crónica latinoamericana actual[11]

## Premios y reconocimientos
- 1983: Primer premio de cuento en el Concurso de la Caja de Compensación Javiera Carrera, por «Porque el tiempo está cerca».[7]
- 1999: Beca Guggenheim[cita requerida]
- 2006: Premio Anna Seghers
- 2013: Premio José Donoso[31]

### Nominaciones
- 2002: Premio Altazor, por Tengo miedo torero.[62]
- 2004: Premio Altazor, por Zanjón de la Aguada.[63]
- 2006: Premio Altazor de Ensayo Literario, por Adiós mariquita linda.[64]
- 2006: Premio Altazor, por Tengo miedo torero (versión teatral).[65]
- 2013: Premio Altazor de Ensayo y Escrituras de la Memoria, por Háblame de amores.
- 2014: Premio Altazor de Ensayo y Escrituras de la Memoria, por Poco hombre.[66]
- 2014: Premio Nacional de Literatura.[67]

## Sobre Lemebel y su obra
- Barretta, Ariase (2024). Paradigma Lemebel. Identidad fluida vs norma social. Madrid: Kaótica.
- Billard, Henri (2010). «Los tajos del «cuerpo deseante» en Loco afán. Crónicas de sidario de Pedro Lemebel». Recherches (4): 39-48.
- Blanco, Fernando A. (2004). Reinas de Otro Cielo. Modernidad y Autoritarismo en la obra de Pedro Lemebel. Santiago de Chile: LOM.
- Blanco, Fernando A. y Poblete, Juan (2010)  Desdén al Infortunio. Sujeto, Comunicación y Público en la Narrativa de Pedro Lemebel. Santiago de Chile: Cuarto Propio.
- Contardo, Óscar (2022). Loca fuerte. Retrato de Pedro Lemebel. Santiago de Chile: Ediciones UDP.
- Figueroa Díaz, Tamara. (2019). La resistencia de la loca barroca de Pedro Lemebel. Anomia y militancia corpórea en América Latina. Madrid: Egales.
- Henri Billard, "Las cicatrices del margen: resistencia cultural y lucha identitaria en las crónicas urbanas de Pedro Lemebel", Éste que ves, engaño colorido, Literarias, culturas y sujetos alternos en América Latina, sous la direction de Chiara Bolognese, Fernanda Bustamante, Mauricio Zabalgoitia, Icaria, Barcelona, 2012, pp. 311-318.
- Henri Billard, "La pluma entre las plumas: La presencia de los pájaros en las crónicas urbanas de Pedro Lemebel", Confluencia -  Revista Hispánica de Cultura y Literatura, Fall 2012, Volume 28, Number 1, University of Northern Colorado, Greeley, USA, 2012, p. 14-19.
- López García, Isabelle (2007). La question du genre dans les chroniques de Pedro Lemebel (en francés). Tesis doctoral. París: Université Paris IV – Sorbonne École Doctorale IV. p. 505. Archivado desde el original el 4 de marzo de 2016. Consultado el 27 de agosto de 2013.
- Navarrete Higuera, Carolina (2015). La construction des subjectivités dans les chroniques de Pedro Lemebel (en francés). Tesis doctoral. Lyon: Université Lumière Lyon 2 – École doctorale 484 – 3LA. p. 409. Consultado el 7 de noviembre de 2015.
- Oyola, Gonzalo (2014). «Agarrar el caño desinflado en la eyaculada guerra. Notas sobre las crónicas de Pedro Lemebel en los años noventa». Revista Iberoamericana LXXX (247): 433-468.
- Parys, Jody (2007). «IX. La creación de (com)unidad mediante la hibridez: Loco afán: Crónicas de sidario, de Pedro Lemebel».  En Juan-Navarro, Santiago; Torres-Pou, Joan, ed. Memoria histórica, género e interdisciplinariedad: Los estudios culturales hispánicos en el siglo XXI. Madrid: Biblioteca Nueva. Archivado desde el original el 4 de marzo de 2016. Consultado el 21 de mayo de 2013.
- Peña Morales, Alejandra (2023). «‘Dignificar’ lo kitsch trans/travesti: Lemebel, cronista de una agencia popular». Kitsch, cursi, camp y trans* en la literatura y las artes iberoamericanas (Barcelona: Icaria “Mujeres y Culturas. Ensayos sobre género y sexualidad”): 185-208. ISBN 978-84-18826-97-9.
- Souquet, Lionel (2009). «Ligne de fuite néo-picaresque dans l'autofiction hispano-américaine: Arenas, Copi, Lemebel, Vallejo». Hommage à Milagros Ezquerro, Théorie et fiction (en francés) (México/París: RILMA 2/ADEHL): 601-622.